# 横浜市立洋光台第二小学校
横浜市立洋光台第二小学校（よこはましりつ ようこうだいだいにしょうがっこう、英:Yokodai Daini Primary School）は、神奈川県横浜市磯子区洋光台4丁目15番1号に所在する公立小学校。通称は洋二小（ようにしょう）。

## 沿革
- 1971年（昭和46年）
  - 4月1日 横浜市立洋光台第二小学校として創立開校
  - 6月10日 PTA発足　A棟完成。全校舎完成。この日が創立記念日に。
- 1972年（昭和47年）
  - 第1回卒業式　音楽室で挙行
  - 個別学級設置
  - 仮設教室6教室設置
- 1973年（昭和48年）
  - 第2回卒業式　磯子公会堂で挙行
  - 難聴学級の設置
- 1974年（昭和49年）
  - 校歌、校章、校旗の制定
  - プール・体育館完成。
- 1975年（昭和50年）
  - 第4回卒業式　体育館で挙行。
- 1976年（昭和51年）
  - 仮設教室2教室設置・全校遠足開始。
- 1978年（昭和53年）
  - 言語教室設置。
- 1978年（昭和54年） 
  - 運動場に遊具設置。
- 1980年（昭和55年）
  - 創立10周年祝賀会。
- 1983年（昭和58年）
  - 炊飯訓練実施。
- 1985年（昭和60年） 
  - 創立15周年秋季第運動会。
- 1989年（平成元年）
  - 横浜博覧会へ体験学習。
- 1990年（平成2年）
  - 創立20周年記念式典。
  - 難聴学級、言語学級が、難聴言語通級指導教室へ。
- 1994年（平成6年）
  - 「親と子の体力づくり」発表会
- 1997年（平成9年）
  - お父さんの会開始。
- 1998年（平成10年）
  - 防災備蓄庫設置。わくわくこどもフェスティバル開催。
- 1999年（平成11年）
  - A棟外壁第1次耐震補強工事実施。　国際理解教室始まる。
- 2000年（平成12年）
  - 創立30周年記念式典。
  - C棟外壁第2次耐震工事。
- 2001年（平成13年）
  - 保健室、技術員室改修。保健相談室、放送室、放送スタジオ新設。
- 2002年（平成14年）
  - 運動場改修工事。
  - 校長室、職員室など改造工事。
- 2004年（平成16年）
  - 防犯カメラ設置工事終了。
- 2005年（平成17年）
  - 校内LANケーブル設置。
  - 洋光台4丁目学援隊設立。
- 2006年（平成18年）
  - メディアセンター完成(旧音楽室を改修）。
- 2007年（平成19年）
  - 栗木町内会学援隊設立。
- 2008年（平成20年）
  - 体育館屋根改修工事。
- 2009年（平成21年）
  - 昇降口前水道設置。
  - A棟トイレ改修。
- 2010年（平成22年）
  - 創立40周年・40周年航空写真撮影。
  - 栽培ボランティアによるチューリップ植え付け。
- 2011年（平成23年）
  - トイレ改修工事。
- 2012年（平成24年）
  - 教室エアコン設置工事完了。
- 2014年（平成26年）
  - 火災報知設備・プール改修工事終了。
  - 磯子音楽祭へ5、6年代表出演。水道直結給水化工事完了。
- 2015年（平成27年）
  - 創立45周年を記念して航空写真撮影。
- 2016年（平成28年）
  - 区内雅楽師による雅楽鑑賞体験授業開始。
  - 道徳授業力向上推進校　研究発表
- 2017年（平成29年）
  - 道徳授業力向上拠点校　研究発表
- 2018年（平成30年）
  - 体育館改修工事終了
  - 道徳授業力向上拠点校　研究発表
- 2019年（令和元年）
  - 学援隊、神奈川県警察より表彰
  - 区内能楽師による能楽鑑賞体験授業開始。
- 2020年（令和2年）
  - 横浜市学校保健優良学校表彰
- 2021年（令和3年）
  - 創立50周年。

## 行事
- 5月 上郷宿泊体験学習（4年生）
- 6月 日光修学旅行（6年生）
- 7月 富士宿泊体験学習（5年生）
- 10月 YSF（運動会）
- 11月 HMF（校内音楽会）
- 2月または3月 東京見学（6年生）

## 学校教育目標
洋々たる未来を 　光り輝いて生きる力の 　土台をつくります 

## 学区
- 栗木（二丁目、三丁目1番～8番、34番10号～34番22号、35番）
- 洋光台（四丁目、洋光台五丁目1番～4番、六丁目32番～43番）
- 田中（二丁目）

## 進学先中学校
- 横浜市立洋光台第二中学校（洋光台四丁目、洋光台五丁目1番～4番、洋光台六丁目32番～43番）
- 横浜市立浜中学校（栗木二丁目、栗木三丁目1番～8番、34番10号～34番22号、35番）

## 著名な出身者
- 向井理 - 俳優

## アクセス
- JR根岸線洋光台駅下車徒歩7分